# Estela de Satúrnia
Estela de Satúrnia ou Saturnia Tellus é um dos quatro relevos esculpidos que decoram os lados mais curtos do Altar da Paz (em italiano:  Ara Pacis), o mais conservado de todo o conjunto. Ele está localizado do lado externo do Altar, ao lado de uma das duas entradas.

## História
Juntamente com o próprio altar, a escultura foi finalizada em 9 a.C.. Descoberto no século XVI perto do Palazzo Feretti-Fiano-Almagià, passou a fazer parte da coleção dos Médici em Roma. Mais tarde, o relevo foi levado para Florença e passou a ser exibido com destaque no centro do chamado "Ricetto delle Iscrizioni", o vestíbulo monumental da Galleria degli Uffizi criado no século XVII por Giovan Battista Foggini e desmontado no início do século XX. Na década de 1930, com a reconstrução do Altar da Paz, o relevo foi devolvido à cidade de Roma.

## Descrição
O relevo, esculpido numa estela, composto por seções mais suaves e outras mais destacadas para reforçar o senso de profundidade, apresenta uma grande figura matronal com sentada com dois putti e algumas primícias. Dos lados estão duas ninfas seminuas, um sentada num cisne em voo, símbolo do ar, e outra sobre um dragão marinho, símbolo do mar; a predominância destes dois animais celebra a serenidade da paz, ou seja, a "terra marique": a paz na terra e no mar.
Também estão presentes outros elementos alegóricos: à esquerda, um rio com canas e uma enócoa escorrendo água, no centro, uma rocha, com flores e animais (uma novilha caída e uma ovelha pastando) e à direita, o mar.
A composição é perfeitamente equilibrada e as jovens ninfas estão sentadas simetricamente ao lado da personagem dominante, a chamada "Satúrnia".

## Interpretação
A interpretação da cena, porém, não é consensual e há semelhanças com outras obras conhecidas: um relevo quase igual recuperado em Cartago e algumas cenas na chamada Auree em cerâmica italiota (estas últimas provavelmente protótipos). Os estudiosos parecem concordar, porém, que os dois putti no colo da figura central são Rômulo e Remo.
Já a própria figura pode ser uma Vênus Genitrix ou uma personificação da Itália ou ainda a Paz (em latim: Pax), possivelmente uma fusão destas duas últimas interpretações num símbolo ideológico misto da Pax Romana da época de Augusto. A Pax, neste caso, fez prosperar a Itália transformando-a no ambiente ideal da era de ouro cantada por Horácio.
Por outro lado, não é excludente a presença de Vênus, que faz par com o outro relevo posto simetricamente ao lado da entrada e que representa a personificação de Roma, cujo culto era geralmente realizado em conjunto com o de Vênus (como no famoso Templo de Vênus e Roma em frente ao Coliseu.

## Fonte
- Bianchi Bandinelli, Ranuccio; Torelli, Mario (1976). L'arte dell'antichità classica, Etruria-Roma (em italiano). [S.l.]: UTET. ISBN 88-6008-053-3